# Euselasia interrupta
Euselasia interrupta är en fjärilsart som beskrevs av Percy I. Lathy 1924. Euselasia interrupta ingår i släktet Euselasia och familjen Riodinidae. Inga underarter finns listade i Catalogue of Life.